# Zend Studio
Zend Studio là một môi trường phát triển tích hợp (IDE) thương mại, độc quyền cho PHP được phát triển bởi Zend Technologies,  dựa trên plugin PHP Development Tools (PDT) cho Eclipse (dự án PDT được lãnh đạo bởi Zend).
Zend Studio được tích hợp chặt chẽ với Zend Server, ngăn xếp ứng dụng PHP đã được tích hợp sẵn của Zend. Việc tích hợp cho phép các nhà phát triển nhanh chóng thiết lập một môi trường PHP hoàn chỉnh và tăng tốc độ phân tích nguyên nhân gốc rễ của các vấn đề được phát hiện trong thử nghiệm hoặc trong môi trường sản xuất.
Zend Studio cũng được tích hợp với Zend Framework. Ví dụ: nó cung cấp chế độ xem MVC để điều hướng và tích hợp mã dễ dàng với Zend_Tool để tạo mã tự động.
Cùng với Zend Server, năm 2013 Zend Studio đã được triển khai tại hơn 40.000 công ty.

## Tính năng
- Hỗ trợ Apigility
- Gấp Code
- Customized Framework Project Layout
- Zend Framework Zend_Tool Integration
- Hỗ trợ Symfony 2 Framework
- Model–view–controller View
- In-place Refactoring (đổi tên thông minh)
- Hỗ trợ Visual Mobile Development
- Phân tích ngữ nghĩa code & sửa chữa nhanh
- Hỗ trợ PHP 4 và PHP 5.X
- Đánh dấu sự xuất hiện của các yếu tố ngôn ngữ, đường dẫn thoát và yêu cầu
- Kiểu phân cấp các lớp và phương thức
- Hỗ trợ Dojo Toolkit
- Hỗ trợ jsDoc
- Gỡ lỗi script PHP (Remote/máy chủ cụ bộ và Browser thông qua plugin FireFox)
- Tự động phát hiện một Zend Server cục bộ
- Servers View
- Danh sách sự kiện Zend Server
- Nhập và gỡ lỗi sự kiện Zend Server
- Dễ dàng tạo một dự án trên Zend Server
- Cơ chế gỡ lỗi nhanh trên máy chủ
- Zend Server API
- Integrated PHPUnit
- Hợp nhất với phpDocumentor
- Hỗ trợ trình kết nối Atlassian thông qua pluginEclipse (Jira, Bamboo, FishEye, Crucible)
- Hỗ trợ Git, Subversion, CVS, và Perforce (thông qua plugin Eclipse)
- Triển khai với FTP, SFTP và FTP qua SSH
- Chế độ xem cơ sở dữ liệu cho MySQL, Microsoft SQL Server, Oracle, PostgreSQL, SQLite,...
- Duyệt Project/File
- Hỗ trợ Web services
- Nhập các dự án Zend Studio 5.5
- Remote Project Support